# This Week in Palestine
This Week in Palestine és una revista mensual que cobreix temes culturals, socials i polítics a Palestina. Està publicada per Sani Meo i s'imprimeix regularment des de desembre de 1998. Els seus objectius són els del promoure i documentar Palestina.
En l'edició del març de 2018, en honor al Dia Internacional de la Dona, es van associar amb ONU Dones per publicar quatre articles relacionats amb l'avanç dels drets humans de les nenes i dones de les zones rurals, la implementació dels Objectius de Desenvolupament Sostenible (ODS) a Palestina i van buscar millorar la igualtat de gènere mitjançant la sensibilització per fomentar una major participació dels homes. Aquesta campanya es va anomenar "Perquè sóc un home".